# Miki Janković
Miki Janković, nacido el 26 de septiembre de 1994 (30 años) en Belgrado, es un tenista profesional serbio,.

## Carrera
Su mejor ranking individual es el N.º 433 alcanzado el 28 de julio de 2014, mientras que en dobles logró la posición 796 el 6 de mayo de 2013.
No ha logrado hasta el momento títulos de la categoría ATP ni de la ATP Challenger Tour, aunque sí ha obtenido varios títulos Futures tanto en individuales como en dobles.